# 3e brigade légère blindée
Pour les articles homonymes, voir 3e  brigade et Brigade légère.
La 3e brigade légère blindée, ancienne 3e brigade mécanisée, était une brigade de l'Armée de terre française.
Elle était l'héritière des traditions de la 3e division blindée, elle-même héritière de la 3e division d'infanterie algérienne.
La 3e BLB est dissoute le 16 juin 2016.
La 3e division est recréée le 20 juin 2016 dans le cadre du plan de réorganisation de l'Armée de terre nommé Au contact.

## Historique de la brigade

### La3edivisiond'infanterie algérienne
La 3e brigade mécanisée est l'héritière de la 3e division d'infanterie algérienne (DIA) qui s'est illustrée au cours de la Seconde Guerre mondiale sous les ordres du général de Monsabert puis du général Guillaume.

### La3edivision
La 3e division est reconstituée en 1948 au sein des forces françaises en Allemagne. C'est une grande unité d'environ 15 000 hommes couvrant le sud de l'Allemagne de l'Ouest (Bade-Wurtemberg) et comprenant trois brigades :
- la 5e brigade mécanisée à Tübingen,
- la 12e brigade mécanisée à Offenbourg,
- la 13e brigade motorisée à Constance.

Elle devient 3e division blindée en 1978, son état-major restant stationné à Fribourg. Trois régiments d'infanterie, deux régiments de chars, deux régiments d'artillerie, un régiment du génie et un régiment de commandement et de soutien, stationné quartier Vauban, la composent. Lors de la transformation des FFA en FFECSA (forces françaises et élément civil stationnés en Allemagne) après un amendement au traité de Versailles, elle est redimensionnée puis dissoute en juillet 1991 à la suite des bouleversements causés par la chute du « rideau de fer » et du mur de Berlin.

### La3ebrigademécanisée
En 1999, la 3e brigade mécanisée est créée dans le cadre des réformes de l'Armée de terre. Elle reprend les traditions de la 3e division blindée.
La brigade regroupe six formations tactiques de niveau régimentaire qu'elle a pour mission de préparer à l'engagement dans un contexte interarmes, national ou multinational.
L'état-major de la 3e brigade mécanisée s'installe au 31 cours Sablon à Clermont-Ferrand le 1er juillet 2011. Auparavant, il était situé à Limoges.

### La3ebrigadelégère blindée
Le 18 mars 2014, elle devient la 3e brigade légère blindée. Cette formation compte à cette date 5 régiments et dispose d’un effectif de 5 000 militaires.
À la suite de la présentation du nouveau modèle de l'armée de terre 2016, la brigade disparait, son état-major à Clermont-Ferrand sera repris par l'état-major de la 4e brigade d'aérocombat (4e BAC), nouvellement créée, et ses régiments répartis dans les brigades suivantes :
- 1er RIMa d'Angoulême : 9e BIMa de Poitiers ;
- 126e RI de Brive : 9e BIMa de Poitiers ;
- 92e RI de Clermont : 2e BB de Strasbourg ;
- 68e RAA de la Valbonne : 7e BB de Besançon ;
- 31e RG de Castelsarrasin : ne rejoint pas une brigade mais sera subordonné directement à la 3e DIV de Marseille.

## Composition jusqu'en 2009
Outre le 31e régiment du génie, la 3e brigade mécanisée se compose des unités suivantes de 1999 à 2009 :
- du 1er régiment d'infanterie de marine d'Angoulême composé de 3 Escadrons sur AMX10RC et VBL, d'un Escadron d'Aide à l'Engagement(EAE) sur VAB Hot, VBL Rens, 12,7 et Milan, d'un Escadron d'Éclairage et d'Investigation (EEI), d'un Escadron de Commandement & Logistique (ECL) et d'un Escadron de réserve ;

Ce régiment abrite aussi le Centre de Formation d'Instruction Militaire (CFIM) de la 3e brigade mécanisée, où sont formés tous les militaires du rang de la brigade ;
- du 92e régiment d'infanterie sur VBCI, 1 300 hommes, 9 compagnies de Clermont-Ferrand ;

Mécanisé, projetable, peut mener un combat de haute intensité, J + N, sur tous types de terrains, contre un ennemi blindé-mécanisé ;
- du 126e régiment d'infanterie sur VAB, 1 200 hommes, 8 compagnies de Brive-la-Gaillarde ;

motorisé, aérotransportable. Il dispose d'une capacité d'investigation et de renseignement et est spécialisé dans le contrôle du milieu et le combat rapproché tous temps ;
- une Compagnie anti-chars (CAC) VAB Mephisto, 110 hommes, 5 sections de Brive-la-Gaillarde ;

Apte de jour comme de nuit, à appuyer le débouché des chars en offensive ou à participer à des coups d'arrêt, avec ses missiles perçant tous les blindages connus à 4 000 mètres ;
- du 68e régiment d'artillerie d'afrique à 2 batteries de 155CAESAR, 1 batterie sol air équipée de Mistral, 1 batterie de renseignement de brigade (BRB), d'1 batterie de commandement et de logistique et 1 batterie de réserve soit 800 hommes dans 6 batteries de La Valbonne ;

Moyens de détection et de conduite de tir et 16 canons automoteurs, lui permettent d'appuyer la brigade de feux puissants, rapides et précis (6 coups en 45 secondes à 40 km/pièce) ;
- de la 3e compagnie de commandement et de transmission, (3e CCT), 130 hommes, 5 sections, stationnée à Clermont-Ferrand auprès de l'état-major. Elle assure les besoins en liaisons et en communications radios, satellites et informatiques, de la brigade et la mise en place et le soutien des PC déployés.

## Composition à partir de 2009
- la 3e brigade mécanisée compte sept mille soldats professionnels répartis en :
- 1er régiment d'infanterie de marine d’Angoulême ;
- 126e régiment d'infanterie de Brive-la-Gaillarde ;
- 92e régiment d'infanterie de Clermont-Ferrand ;
- 68e régiment d'artillerie d'afrique de La Valbonne ;
- 31e régiment du génie de Castelsarrasin.

## Héraldique et tradition

### Origines
C'est sous le signe de la tradition latine que le général de Monsabert voulut placer la 3e division d'infanterie algérienne (3°DIA) lors de sa création le 1er mai 1943.
L'insigne représente la Victoire de Cirta (province de Numidie, aujourd'hui Constantine (province d'Algérie), soutenue par trois croissants représentant les musulmans, qui composaient le plus grand nombre de la troupe, alliés aux "métros" (bleu blanc rouge) luttants contre l'envahisseur (IIWW).
Origine de l'insigne
La victoire était une déesse romaine protectrice des Empereurs que la IIIe légion romaine de Cirta vénérait particulièrement. Elle fut retrouvée dans les fouilles effectuées à Constantine au XIXe siècle.

### Emblème et insigne
La 3e brigade mécanisée reprend comme insigne de grande unité, l'emblème de ses prestigieuses devancières. Les unités qui composent la brigade se reconnaîtront à l'insigne d'épaule frappé de 3 croissants tricolores sur champ d'azur.
Les trois croissants, formant eux-mêmes un 3 stylisé, symbolisent l'union en 1943 des volontaires musulmans (les croissants) et métropolitains (les trois couleurs) pour la libération de la France et la victoire sur l'envahisseur.
Sa description héraldique est la suivante :
« Victoire du premier métal soutenue par trois croissants détourés et ajourés d'azur, de candide et de gueules placés en orle ».

## Devise
La devise de la 3e Brigade est : "Un seul but : La victoire"